# Nemčiňany
Nemčiňany (allemand : Nemtschin, hongrois : Nemcsény) est un village de Slovaquie situé dans la région de Nitra.

## Histoire
Première mention écrite du village en 1258.

## Démographie

### Évolution de la population
| Année:               | 1994. | 2004.   | 2014.   | 2024.   |
| -------------------- | ----- | ------- | ------- | ------- |
| Nombre de personnes: | 809   | 760     | 692     | 662     |
| Différence:          |       | -6,05 % | -8,94 % | -4,33 % |

| Année:               | 2023. | 2024.   |
| -------------------- | ----- | ------- |
| Nombre de personnes: | 657   | 662     |
| Différence:          |       | +0,76 % |